# Jotto

Jotto scoreblad

Jotto (of Giotto) is een codebrekend pen-en-papier-woordspel voor twee spelers. Elke speler kiest en schrijft een geheim woord en probeert in zijn beurt eerst het woord van de ander te raden.

## Spelverloop
Elke speler kiest een geheim woord van vijf letters en schrijft dit voor zichzelf op. Woorden moeten in een woordenboek staan; eigennamen zijn over het algemeen niet toegestaan. Het doel van het spel is om als eerste het woord van de andere speler te raden.
De spelers wisselen om de beurt: als een speler aan de beurt is, raadt hij een woord van vijf letters en de andere speler moet zeggen hoeveel letters van dat geraden woord overeenkomen met een letter in zijn geheime woord. Als het geheime woord bijvoorbeeld ANDER is en de gok JEUGD, dan komen de D en E in ANDER overeen met een L en een J in JEUGD, dus het aangekondigde resultaat is "2". (Letters hoeven niet op dezelfde plek te staan.) Bij de volgende beurt draaien de spelers de rollen om.
Spelers houden wat ze gokken op papier, door de letters van het alfabet door te strepen die (door deduceren) niet in het geheime woord van de tegenstander kunnen voorkomen. Ten slotte beschikt een speler over voldoende informatie om te winnen door de juiste inzet te plaatsen.

## Geschiedenis
Jotto werd in 1955 bedacht door Morton M. Rosenfeld en werd uitgebracht door zijn in New York gevestigde Jotto Corp. In de jaren zeventig van de twintigste eeuw ging het auteursrecht over op de Selchow and Righter Company. Het werd later gemaakt door Endless Games.

## Varianten
De meest voorkomende variant gebruikte woorden met vier letters in plaats van vijf letters. Voordat begonnen wordt, moeten spelers afspreken of dubbele letters zijn toegestaan in de geheime woorden.
- Zes-Letter (ook wel 'Word Master Mind' genoemd, hoewel het vanwege zijn logische inhoud ver boven Master Mind en Jotto staat). Elke speler kiest een geheim woord van zes letters en raadt om de beurt het woord van de ander. Geheime woorden (soms 'doelen' genoemd) en geraden woorden moeten allemaal echte woorden zijn die in een goed woordenboek voorkomen. Wanneer een woord geraden is, kan worden uitgezocht hoeveel letters exact overeenkomen. Dus als de gok GEHAKT is, en het geheime woord PIKEUR, dan is het antwoord 0 (omdat de E en K op de verkeerde plaats staan). Meer nog dan Jotto vereist dit spel vaardigheden in het logisch combineren en thuis zijn in het woordenboek. De naam van het soortgelijke computerspel is Sixicon van Island Software, 1979.
- Vijf-Letter vereist, net als Jotto, dat spelers om de beurt het vijfletterwoord van een tegenstander raden. In tegenstelling tot Zes-Letter geven de antwoorden alleen het aantal juiste overeenkomsten aan. Als SPUIT geraden is en het geheime woord is STEUR, dan is het antwoord 1: de S komt exact overeen, maar de T en U niet. Een sterke strategie voor Vijf-Letter is om de middelste drie posities (2, 3 en 4) aan te vallen met klinkers.
- De televisiespelshow Lingo bestaat grotendeels uit deelnemers die een variant van Jotto spelen. In Lingo wordt de speler verteld welke corresponderende letters op de juiste positie staan en welke op de verkeerde positie. In plaats van dat de deelnemers de woorden kiezen, worden ze gekozen door de show en mogen deelnemers slechts een beperkt aantal keren raden.
- Kane Jotto heeft de vorm van Jotto voor meerdere spelers. Elke speler heeft een geheim woord, net als in het originele spel. Elke ronde is verdeeld in twee delen en elke speler noemt het aantal letters dat zijn of haar geheime woord gemeen heeft met de gok. De winnaar raadt alle geheime woorden van de spelers correct.
- Drie-Letter Jotto wordt gespeeld zonder potlood en papier. Om het spel niet te moeilijk te maken, omdat het volledig uit het hoofd moet worden gespeeld, leveren alleen exact geraden letters punten op.